# Gérce
Gérce je obec v Maďarsku v župě Vas, spadající pod okres Sárvár. Nachází se asi 9 km jihovýchodně od Sárváru, 14 km jihozápadně od Celldömölku, 35 km jihovýchodně od Szombathely a asi 193 km jihozápadně od Budapešti. V roce 2024 zde žilo 1 078 obyvatel.
Jihozápadní obchvat obce Gérce tvoří hlavní silnice 84, přímo přes obec vede vedlejší silnice 84155. Na jihovýchodě vychází z obce vedlejší silnice 8432, která ji spojuje s obcí Vásárosmiske.
V obci se nachází kostel Povýšení svatého Kříže. Dále je zde evangelický kostel, dva hřbitovy a pomník padlých za válek během let 1848 – 1948.

## Sousední obce
| Růžice kompasu | Sárvár         | Sitke |              | Růžice kompasu |
| Růžice kompasu | Sótony         | Sever | Vásárosmiske | Růžice kompasu |
| Růžice kompasu | Sótony         | Gérce | Vásárosmiske | Růžice kompasu |
| Růžice kompasu | Sótony         | Jih   | Vásárosmiske | Růžice kompasu |
| Růžice kompasu | Bejcgyertyános | Káld  |              | Růžice kompasu |